# گنج پر

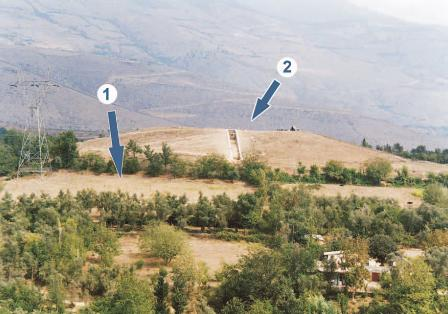
مکان باستانی گنج پر در نزدیکی کلورز، رستم‌آباد گیلان

محوطهٔ باستانی گنجِ پر در رستم‌آباد (گیلان) شهرستان رودبار، روستای کلورز واقع شده و در تاریخ ۷ اسفند ۱۳۸۶ با شمارهٔ ثبت ۲۱۵۳۵ به‌عنوان یکی از آثار ملی ایران به ثبت رسیده‌است. این مکان باستانی در سال ۱۳۸۱ توسط فریدون بیگلری از بخش پارینه سنگی موزه ملی ایران شناسایی و مطالعه شد. در بررسی این مکان تعدادی ابزار سنگی مربوط به فرهنگ آشولی کشف شد که از سنگ آذرین، سنگ آهک و سنگ ماسه ساخته شده‌اند. ابزارهای کشف شده شامل تبر دستی، ساطور و تراشه ابزار است. احتمالاً سازنده این ابزارها انسان راست قامت است که در حدود ۲۵۰ هزار سال پیش منقرض شده‌است. ساکنان این مکان در نزدیکی رودخانه سفیدرود مستقر بوده و از سنگ‌های موجود در کناره رودخانه برای ساخت ابزار استفاده کرده‌اند. گنج پر یکی از کهن‌ترین سکونتگاه‌های شناسایی شده انسان در ایران است و احتمالاً بیش از ۳۰۰ هزار سال قدمت دارد.
لایه‌نگاری این تپه باستانی حاکی از وجود لایه‌های معماری است که از عصر آهن (۳۲۰۰ سال پیش) تا دورهٔ اشکانیان تداوم داشته است.